# Emir Kujović
Emir Kujović (Kyrilliska: Емир Кујовић), född 22 juni 1988 i Bijelo Polje Sandzak i SR Montenegro i SFR Jugoslavien, är en svensk före detta fotbollsspelare. Han är yngre bror till Ajsel Kujović.

## Karriär
Kujović karriär startade i Klippans BoIF och gick senare till Landskrona BoIS för vilka han 2006 debuterade i Superettan. Han erbjöds A-kontrakt med klubben men tackade nej och värvades istället till Halmstads BK, där brodern Ajsel redan spelade. Han lånades dock omedelbart ut till Superettanlaget Falkenbergs FF, för vilka han således spelade under säsongen 2007 innan han anslöt till HBK inför säsongen 2008.
Kujović debuterade för Sveriges U21-landslag den 27 mars 2009 mot Belgien.
I oktober 2010 skrev han på ett fyraårskontrakt för den turkiska klubben Kayserispor som startade i januari 2011. Under sin tid i Kayserispor spelade han 34 matcher och gjorde 12 mål.
Den 31 januari 2013 lånade Kayserispor ut honom till nykomlingen i Süper Lig; Elazigspor. Han spelade endast tre matcher i Elazigspor då han tidigt ådrog sig en lårskada.
Den 9 augusti 2013 skrev han på ett kontrakt över 3,5 år med IFK Norrköping. Hans första år i klubben var han mest skadad men blev skadefri under sommaren 2014 och svarade då för 10 mål på 18 matcher och bidrog starkt till att IFK Norrköping klarade kontraktet.
2015 blev Kujović svensk mästare tillsammans med IFK Norrköping och han blev då även allsvenskans skyttekung.
I juli 2016 lämnade Kujović IFK Norrköping och Allsvenskan för belgiska klubben KAA Gent. Övergångssumman var på motsvarande 4,7 miljoner kronor.
Den 19 juli 2017 skrev Kujović på ett treårskontrakt med Fortuna Düsseldorf i 2. Bundesliga.
Den 13 augusti 2019 skrev Kujović på ett 2,5-årskontrakt med Djurgårdens IF. Kujović lämnade klubben efter säsongen 2021 i samband med att hans kontrakt gick ut.